# Hanspeter Christen
Hanspeter Christen (* 3. Juni 1930 in Zürich; † 2. Oktober 2015 in Horgen) war ein Schweizer Bildhauer und Zeichner.

## Leben
Zahlreiche Wohnortswechsel der Eltern in seiner Kindheit führten ihn unter anderem längere Zeit nach Deutschland (Württemberg), danach wieder in die Schweiz, in die Kantone Bern und Thurgau und schliesslich wieder nach Zürich. Dort besuchte der damals 17-Jährige die Kunstgewerbeschule.
Anschliessend war er vorwiegend als Steinbildhauer (aber auch in anderen Materialien) tätig (3–4 Jahre). Bald folgten Reisen nach Paris, Südfrankreich, Spanien, Italien, Deutschland und Holland. Von dort führte der Weg in den Norden, hauptsächlich Schweden, wo er lange Zeit mit seiner neu gegründeten Familie lebte.
Neben seiner bildhauerischen Arbeit malte und zeichnete er. Ebenfalls entstanden viele Grafiken (Radierungen, Lithos, Holzschnitte usw.)
Ausstellungen hatte er mit seinen Werken unter anderem in Zürich, Stockholm, Paris und Ascona. 1977 zog er mit seiner Familie nach Spreitenbach/AG. Einige Monate des Jahres arbeitete und lebte er immer wieder an der Ostseeküste in der Nähe von Stockholm. Seit 2002 lebt die Familie in Oberrieden am Zürichsee.

## Werke (Auswahl)
- Harlekin (Bronzeplastik)[2]